# Братушково
Братушково (болг. Братушково) — село в Болгарии. Находится в Софийской области, входит в общину Сливница. Население составляет 41 человек.

## Политическая ситуация
Братушково подчиняется непосредственно общине и не имеет своего кмета.
Кмет (мэр) общины Сливница — Георги Сеферинов Георгиев (инициативный комитет  - Георги Сеферинов Георгиев) по результатам выборов.